# Гусинобродский вещевой рынок
Гусинобродский вещевой рынок — рынок, существовавший в Новосибирске с 1970-х годов до осени 2015 года. Появился в 1970-е годы. Был самым крупным вещевым рынком за Уралом. Объединял в себе около 10 отдельных рынков. Площадь павильонов и контейнеров рынка составляла приблизительно 35 га.

## Неофициальные названия
Существуют различные неофициальные названия рынка: Гусинка, барахолка, «Сибирский Черкизон», Гусинобродская барахолка и т. д.

## Общие данные
Вещевой рынок, приблизительная площадь которого составляла 35 га, располагался в Новосибирске на границе Дзержинского и Октябрьского районов вдоль Гусинобродского шоссе. В его комплекс входили следующие рынки:
- ОАО «Гусинобродское»
- ООО «Невский»
- ООО «СкинР»
- ООО «ПСМО»
- ЗАО СК «Регион»
- ООО «Русич-С»
- ООО «Маммон»
- ООО «Радуга-К»
- ООО «Манэ»
- ЗАО «Магазин № 6»
- ООО «Олвис-Контакт»

## История
Гусинобродский вещевой рынок появился в 1970-х годах, однако более всего был востребован в начале 1990-х, когда в магазинах стал заметен сильный дефицит продуктов. К тому же в тот период огромное число людей лишилось работы. Люди самых разных профессий, среди которых были учёные, инженеры, учителя, врачи, проектировщики, были вынуждены оставить привычный род деятельности и заняться торговлей. Кроме жителей Новосибирска «барахолка» обеспечивала работой оптовых торговцев из соседних регионов. На тот момент Гусинобродский рынок был распределительным узлом импортной продукции между такими регионами как Новосибирская, Кемеровская и Томская области, а также Алтай.
К середине 2000-х годов интерес населения к «Гусинке» заметно уменьшился. В городе начали появляться большие торговые центры, где можно было совершать покупки в более комфортных условиях (особенно в зимний период).

## Убийства
В 2000-х годах в Новосибирске произошла серия громких убийств, которые, как считают многие СМИ, связаны с деятельностью барахолки. Городской бюджет долгое время фактически не получал никакой прибыли от вещевого рынка. В 2001 году вице-мэр Игорь Беляков, занимавший пост директора департамента потребительского рынка, услуг и поддержки предпринимательства, начал осуществлять реформы, направленные на вывод Гусинобродского рынка из теневого сектора экономики. Происходит его реорганизация из МУП в ОАО. Но 7 августа 2001 года вице-мэр был застрелен. Ещё через год на даче у родителей был расстрелян друг Игоря Белякова Анатолий Карпунин, который также являлся сторонником реформирования барахолки.
1 марта 2004 года в подъезде собственного дома погиб вице-мэр Валерий Марьясов, сменивший на посту Игоря Белякова. Киллер ждал чиновника на первом этаже. Когда двери лифта, в котором тот спускался, открылись, убийца выстрелил ему несколько раз в лицо. За два дня до смерти Марьясов написал заявление о своём уходе по собственному желанию. Вероятно, такое решение было принято в связи с поджогом автомобиля заместителя вице-мэра Сергея Андреева.
Были и другие, менее известные преступления. Точное число жертв, так или иначе связанных с реформированием Гусинки, неизвестно.

## Закрытие
Решения о ликвидации рынка новосибирскими властями выдвигались неоднократно, но каждый раз срок закрытия ОАО «Гусинобродское» переносился. К примеру, заявления о закрытии предприятия делали в 2013 году бывший губернатор Василий Юрченко и Владимир Городецкий (на тот момент мэр Новосибирска). После вступления в силу федерального закона о запрете уличной торговли рынок продолжил работу в статусе ярмарок. Время окончательного закрытия переносилось и в 2014—2015 годах, когда пост мэра Новосибирска занял Анатолий Локоть.
В конце мая 2015-го по причине запланированного на 1 июня этого года закрытия барахолки состоялся митинг, в котором участвовали примерно 900 человек. Недовольные торговцы обещали перекрыть Гусинобродское шоссе в случае закрытия Гусинки. Тогда глава города заявил о продлении работы рынка. Причины переноса сроков он объяснил тем, что большое число людей останется без работы, а это создаст в городе социальную напряженность.
1 октября 2015 года работа Гусинобродского вещевого рынка была окончательно остановлена.
8 июня 2016 ОАО «Гусинобродское» было официально ликвидировано.
До сих пор[когда?] неофициально работает уменьшенная версия Гусинобродского вещевого рынка, разорванная на несколько цепей продавцов.

## Переезд
После закрытия барахолки многие торговцы арендовали места в новых ТЦ. Основная часть торговцев нашла работу в торговых центрах, построенных на месте бывшего Гусинобродского рынка (ТК «Восток», ТЦ «Невский», ТЦ «Дружба», ТЦ «Радуга» и т. д.), те, кому не хватило мест в ТЦ на Гусинобродском шоссе, перебазировались в расположенный возле Северного объезда новый ТЦ «Нордмолл», первая и вторая очередь которого открылись в 2016 году, а третья очередь в 2017 году, но популярным этот ТЦ так и не стал, и в настоящее время[когда?] заполнен арендаторами на 20 %, остальные площади пустуют.